# Papilio deiphobus
Papilio deiphobus is een vlinder uit de familie van de pages (Papilionidae). De wetenschappelijke naam van de soort is voor het eerst geldig gepubliceerd in 1758 door Carl Linnaeus.